# Rajnai Palotagrófság
A Rajnai Palotagrófság (németül Kurpfalz, vagy Pfalzgrafschaft bei Rhein, hollandul Rijn-Palts, franciául Palatinat du Rhin, pfalziul: Kurpalz); a hét német választófejedelemség egyike, amely Északnyugat-Németország területén létezett 1085 és 1803 között. A választófejedelemségek intézményének kialakulása után Pfalzi Választófejedelemségnek, a palotagrófot pfalzi választófejedelemnek is nevezték.

## Elhelyezkedése

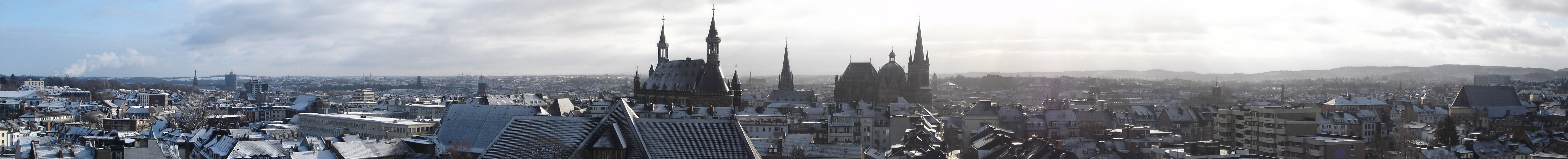
aacheni panoráma télen a Lousberg magaslatról

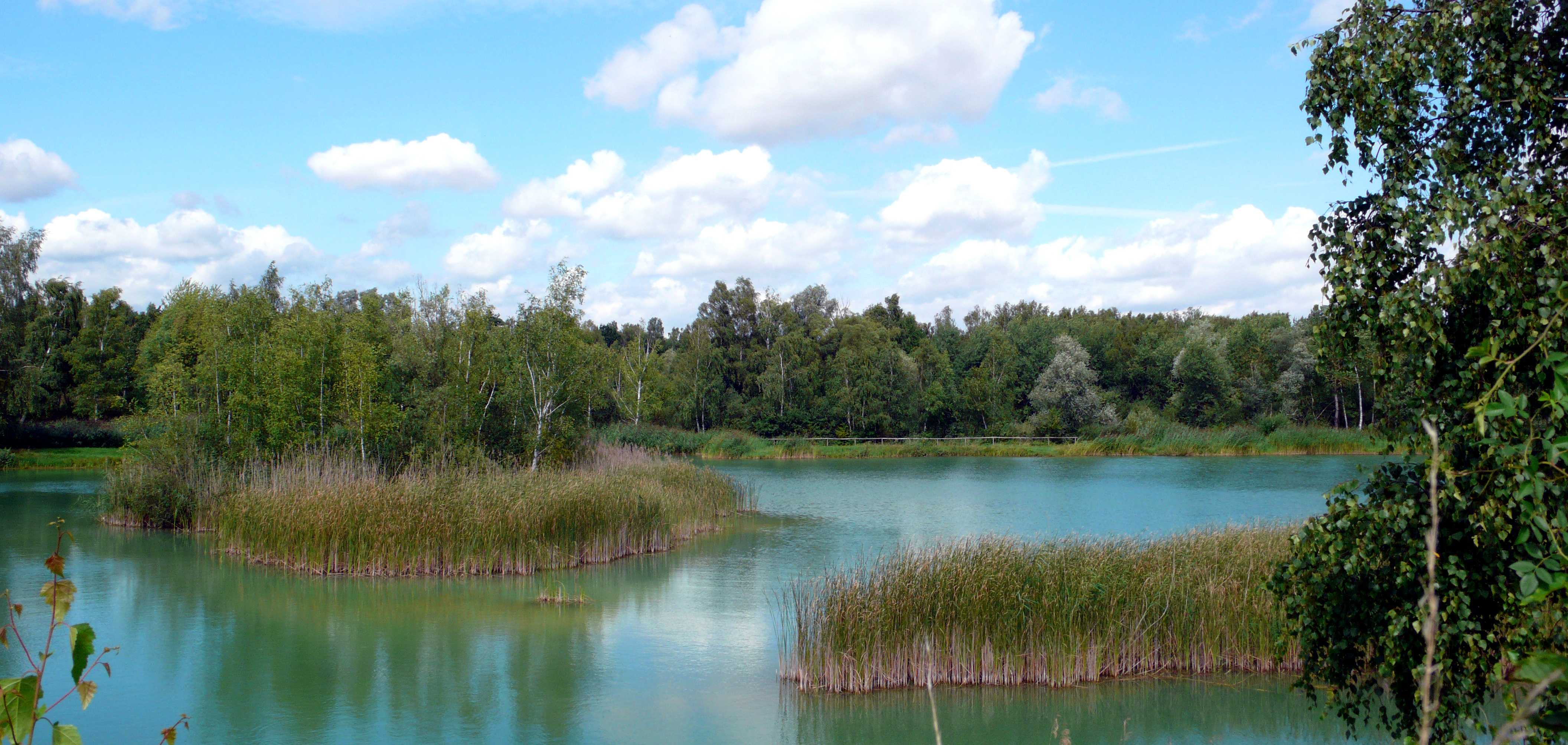
Tavacska az Eisenberg melletti Erdekaut természetvédelmi területen

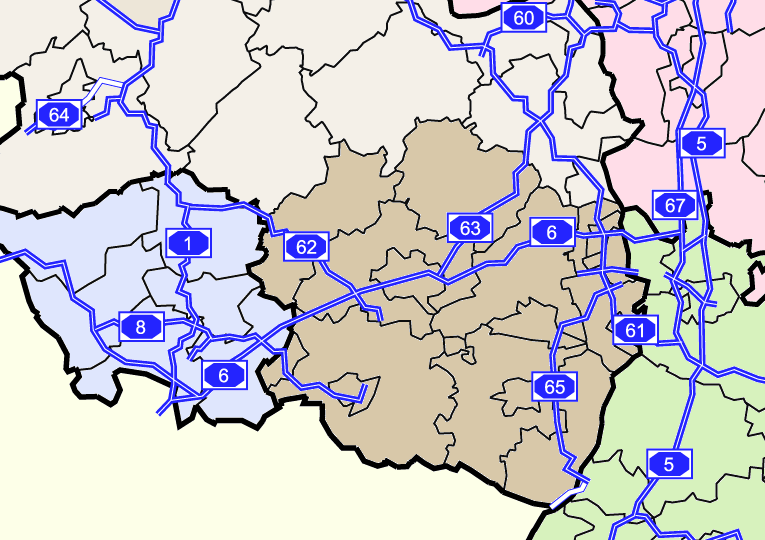
Pfalz fontosabb közútjai

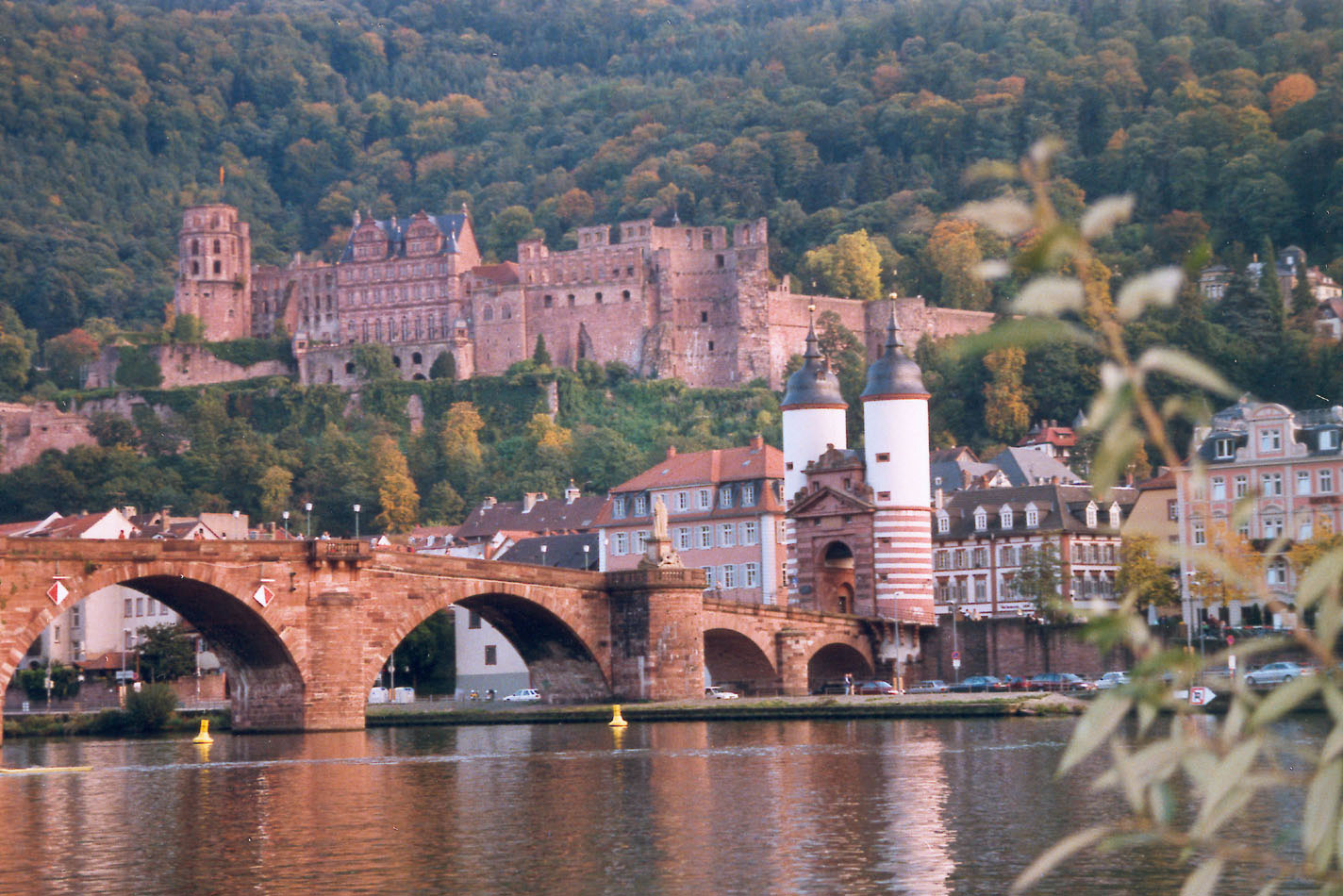
Heidelberg látképe a Neckar folyóval és a háttérben a kastély romjaival

A palotagrófság különböző szétszórt területeket fogott össze a Felső-Rajna-vidéken. Határos volt a mai Hollandiával, Luxemburggal, Belgiummal és Franciaországgal. Napjainkban Baden-Württemberg, Rajna-vidék-Pfalz, Hessen, Bajorország, Saar-vidék és Elzász révén Franciaország is osztozik rajta.
Legnagyobb tagja, a szűkebb értelemben vett Pfalz önmaga is két nagyobb területi egységből állt:
- a Bajorországból kivált Felső-Pfalz vagy Bajor-Pfalz hercegség mintegy 7000 km² területen (további határain: Bayreuth, Csehország, Neuburg, Nürnberg), fővárosa Amberg;
- a Rajna két partján fekvő, Mainzcal, Katzenelnbogennal, Württemberggel, Badennal, Elzásszal, Lotaringiával és Trierrel határos Alsó-Pfalz, avagy Rajna-Pfalz (Pfalz am Rhein) mintegy 8000 km²-en, Aachen fővárossal, ami sokáig a palotagrófság székhelye is volt. Alsó-Pfalz öt jelentős területi egysége:
  - Kurpfalz, a tulajdonképpeni választófejedelemség a Rajna jobb partján;
  - Simmern fejedelemség;
  - Zweibrücken hercegség;
  - Shopheim grófság fele;
  - Veldenz és Lautern (mindkettő hercegség).

Alsó-Pfalz területe messze nem volt egységes; abba számos, egyéb választófejedelemségekhez tartozó birtok ékelődött. Ezek közül a jelentősebbek:
- - Worms,
  - Speyer,
  - Leiningen,
  - Rappoltstein,
  - Solms.

Székhelye a pfalzi örökösödési háborúig Heidelbergben volt, majd a heidelbergi várkastély lerombolása (1689) után Mannheimbe helyezték át.

## Története

### Középkor
Az állam elődje, a későbbi Alsó-Pfalz 915 körül vált ki Lotaringiából. Első uralkodója Wigeric volt, aki hét éven kormányozta a grófságot.
945-től az Ezzonennek vezették az országot. A Rajna mindkét partján birtokoltak területeket, majd a Mosel és Nahe folyóktól délre levő országrészekre is kiterjesztették hatalmukat Alzeyig.

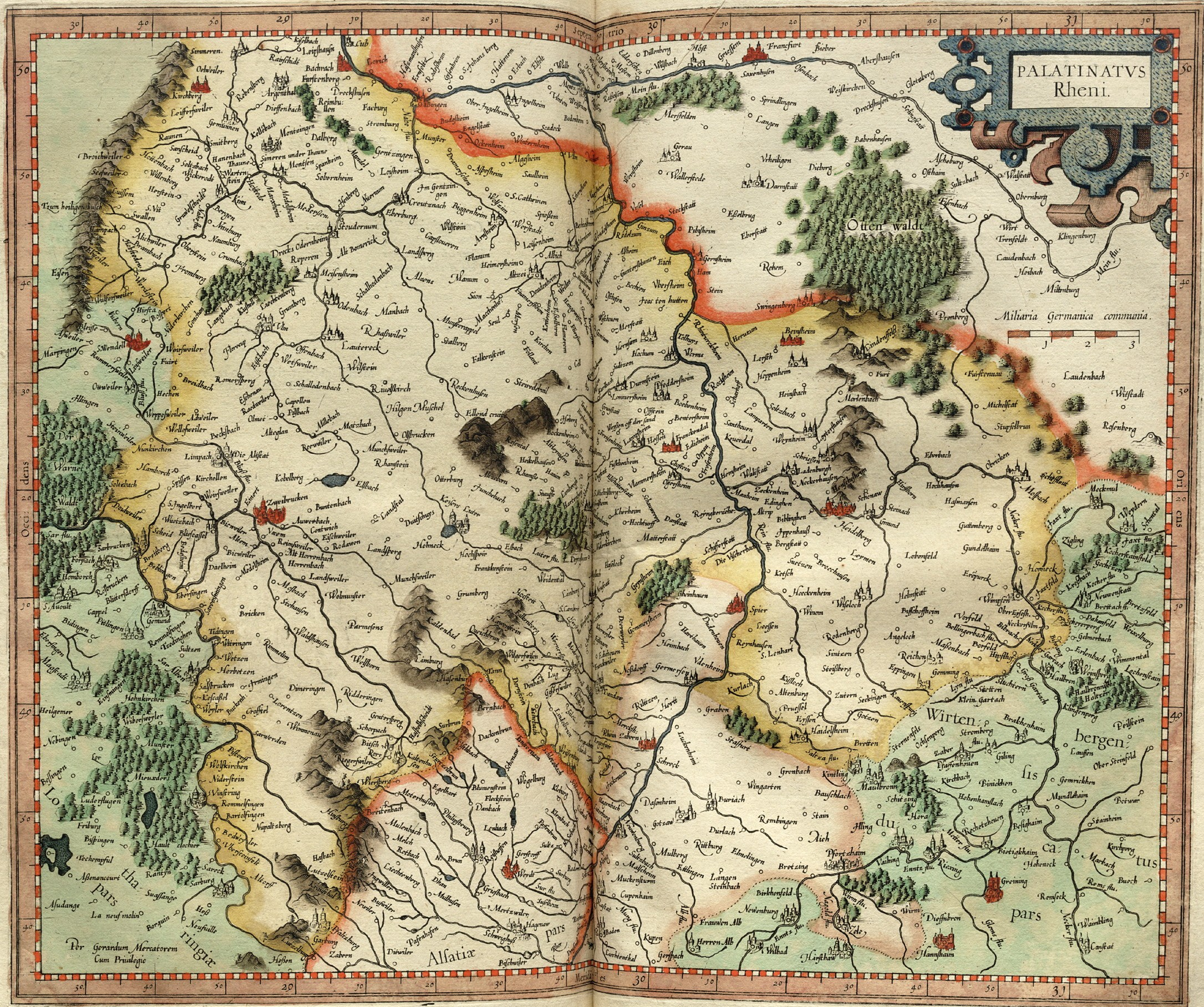
A Rajnai Palotagrófság 16. századi térképe

1085-ben az Ezzonen-ház kihalásával (III. Laach-i Henrik) gyengült Lotaringiában a grófság szerepe és csökkent az uralkodó szerepe is.
Miután 1156-ban ismét kihalt egy uralkodó ház II. (Stahlecki) Hermannal, I. Frigyes Pfalzot tartományaival együtt mostohatestvérének, Hohenstauf Konrádnak adta, akitől 1195-ben veje, Braunschweigi Henrik örökölte.
Pfalzot II. Henrik halála után, 1214-ben II. Frigyes a családba benősült Előkelő Ottónak adta, és ezután a Wittelsbach-ház meg is tartotta azt. Bajorország első felosztásakor (1253-ban) Pfalz II. Mogorva Lajosnak jutott. Az ő két fia, Rudolf rajnai palotagróf (1294–1317) és IV. Lajos német-római császár (1294–1340) testvérháborúba bonyolódott. Rudolf halála után Lajos kiegyezett fiaival, akik (1329-ben) megkapták a korábbi pfalzi tartományokat és Bajorország egy részét, ami ettől fogva Felső-Pfalz lett.
II. (Vak) Rudolf mindehhez megszerezte még Neuburgot és Sulzbachot is: ezek a területek lettek az úgynevezett Ifjabb-Pfalz. 1329-ben Paviában megegyezett IV. (Bajor) Lajossal, hogy Pfalz és Bajorország ura fölváltva lesz német választófejedelem. Ez az időszak nem tartott sokáig: már utóda, I. Rupert rajnai palotagróf elérte, hogy IV. Károly császár Pfalz egy részének ellenértékeképpen a lemondjon a bajorok választófejedelemségéről. A grófságot 1356-ban a Német Aranybulla választófejedelemséggé nyilvánította.
1410-ben III. Rupert négy fia fölosztotta a birtokot (a részek határvonala és elnevezése többször is változott). Rajna-Pfalzot és vele a választófejedelemséget és III. Szakállas Lajos (VII. Lajos) örökölte.

### Vallásháborúk

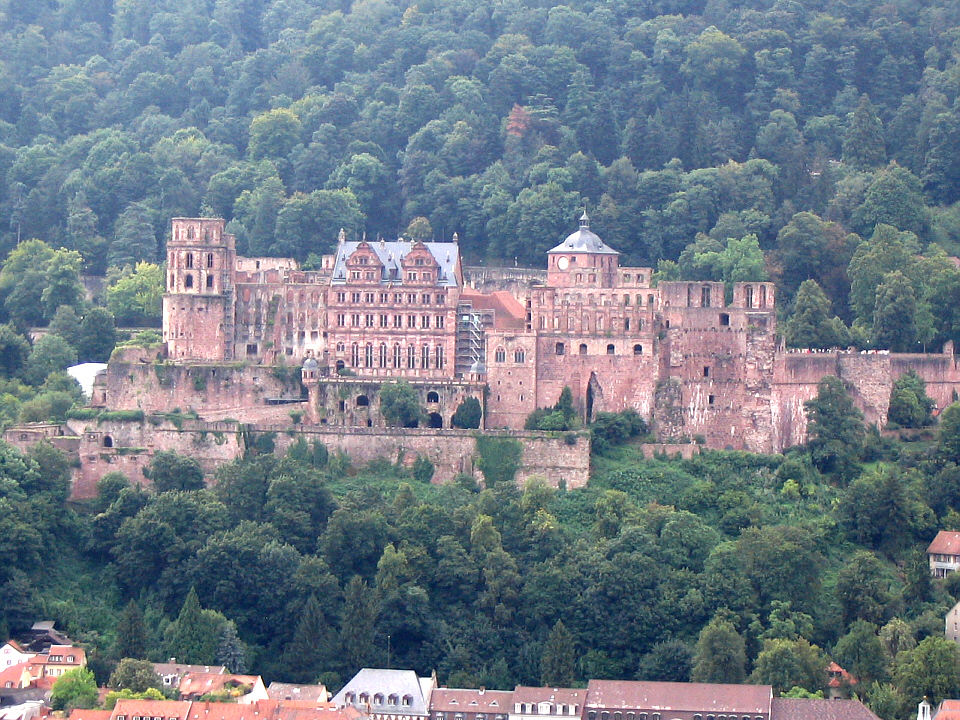
A heidelbergi várkastély

A 16. században II. Frigyes elterjesztette a reformációt, így egy csapásra konfliktusba került V. Károllyal, a Habsburgokkal, a pápával és más katolikus államokkal. Egy ügyes politikai házassággal szövetségesévé tette Dániát, így választófejedelemségét megőrizve sakkban tudta tartani a császári címre pályázó Habsburgokat.
A 16. században Pfalz lett a reformáció egyik központja. 1608-ban IV. Frigyes pfalzi választófejedelem vezetésével alakította meg Pfalz, Baden, Württemberg és Szász-Anhalt a Protestáns Uniót.
1618-ban a grófság a csehek oldalán avatkozott be a harmincéves háborúba, ahol több súlyos vereséget is szenvedett. 1620-ban a spanyolok elfoglalták Alsó-, 1621-ben a bajorok Felső-Pfalzot. Utóbbit 1623-ban II. Ferdinánd császár szövetségesének, I. Miksa bajor hercegnek adományozta, és egyúttal Pfalz helyett Bajorországot tette választófejedelemséggé.

### A harmincéves háború után
A vesztfáliai békében (1648) a trónra lépő Károly Lajos visszakapta Alsó-Pfalzot és a választófejedelem rangját; ezzel a választófejedelemségek száma nyolcra emelkedett. Felső-Pfalzot Bajorországhoz csatolták.
Újabb Habsburg-ellenes lépésként a grófság 1658-ban részt vett a Rajnai Szövetség alapításában; a szövetség 1688-ban szűnt meg. Károly Lajos fiával, II. Károllyal 1685-ben kihalt a Wittelsbach-ház simmerni ága, és a tartomány a család (katolikus) neuburgi ágára, Fülöp Vilmosra szállott. Az ő örökjogát azonban nem ismerte el XIV. Lajos francia király, és az elhunyt uralkodó sógoraként magának követelte az őrgrófságot. Ezzel robbant ki a pfalzi örökösödési háború (kilencéves háború), 1688–1697), amelyben a francia csapatok többször fölprédálták a tartományt.
Fülöp Vilmos fia, János Vilmos, Jülich és Berg hercege a Wittelsbach-ház veldenzei ágának kihaltával (1694) megörökölte annak birtokait is. A spanyol örökösödési háborúban egy rövid időre visszaszerezte Felső-Pfalzot is, de a háború végén arról ismét le kellett mondani a bajor herceg javára. Az 1720. évi birodalmi gyűlés módosította az őrgrófság nevét Kurpfalzra.
Mivel mind János Vilmos, mind öccse és utóda, III. Károly Fülöp gyermektelenül hunyt el, Pfalzot a Wittelsbach-ház sulzbachi ága (IV. Károly Tivadar) örökölte. III. Miksa József bajor választófejedelem halála (1777) után Pfalzhoz csatolták az ő birtokait is, egyesítve a két választófejedelemséget, amelyek uralkodóit innentől bajor választófejedelmekként tartjuk nyilván, bár a Rajnai Palotagrófságot formálisan csak 1816 után csatolták a bajor király koronájához (amelyen belül bizonyos autonómiát élvezett).

### A napóleoni háborúktól napjainkig
1799-ben a szintén gyermektelenül elhunyt Károly Tivadar trónját Frigyes Mihály pfalz-zweibrückeni herceg legkisebb gyermeke (második fia), IV. Miksa József örökölte. Ő a lunéville-i békében (1801) kénytelen volt lemondani Alsó-Pfalzról, amit részekre osztottak. Eközben Miksa 1805-ben lemondott választófejedelem tisztéről, hogy Bajorországot királysággá tehesse, így I. Miksa néven ő lett az első bajor király.
1806-ban, miután Napóleon megszüntette a Német-római Birodalmat, Kurpfalz a Badeni Nagyhercegség része lett (ennek uralkodója Napóleon rokona volt). A napóleoni háborúkban egyes részek többször is gazdát cseréltek.
A bécsi kongresszus több területét  visszaadta a Bajor Királyságnak. Az egyes részek sorsát véglegesen az 1814-es párizsi béke döntötte el úgy, hogy ezeket különböző német fejedelemségek, főképpen:
- Bajor Királyság,
- Porosz Királyság,
- Hessen-Darmstadt és
- Baden

között osztották fel.
Az I. világháború után déli része a Saar-vidék kel együtt a Népszövetség igazgatása alá került (1935-ig).
A II. világháború óta Rajna-vidék-Pfalz, illetve Bajorország szövetségi tartományok része.

## Fordítás
- Ez a szócikk részben vagy egészben  a   Kurpfalz című német Wikipédia-szócikk fordításán alapul.  Az eredeti cikk szerkesztőit annak laptörténete sorolja fel. Ez a jelzés csupán a megfogalmazás eredetét és a szerzői jogokat jelzi, nem szolgál a cikkben szereplő információk forrásmegjelöléseként.
- Ez a szócikk részben vagy egészben  az   Electoral Palatinate című angol Wikipédia-szócikk fordításán alapul.  Az eredeti cikk szerkesztőit annak laptörténete sorolja fel. Ez a jelzés csupán a megfogalmazás eredetét és a szerzői jogokat jelzi, nem szolgál a cikkben szereplő információk forrásmegjelöléseként.